# ديف غونزاليس
ديف غونزاليس (بالإنجليزية: Dave Gonzalez)‏ هو مغن مؤلف أمريكي، ولد في 24 أبريل 1961.